# تحالف أماني
تحالف أماني كان تحالفًا حزبيًا سياسيًا في كينيا.

## التاريخ
تأسس التحالف لدعم ترشيح موساليا مودافادي في الانتخابات العامة 2013. وكان أعضاؤه هم حزب المنتدى الديمقراطي المتحد والاتحاد الوطني الأفريقي الكيني والمنتدى الجديد لاستعادة الديمقراطية.